# 阪神バス武庫営業所
阪神バス武庫営業所（はんしんばすむこえいぎょうしょ）は、兵庫県尼崎市武庫豊町にある阪神バスの営業所。
最寄りの停留所は「武庫営業所」である。

## 概要
1963年9月1日に、旧・尼崎市交通局の武庫営業所として開設。
2009年12月1日から阪神バスに担当する路線の全線を営業所ごと業務委託（管理の受委託）となっていたが、2016年3月20日に交通局が民間移譲したことに伴い、全面的に阪神バスの営業所となった。
2017年11月、43番系統でバス停飛ばしがあり、近畿運輸局よりバス2台が10日間の使用停止措置を受けた。

## 現行路線

### 幹線
阪急神戸本線の駅からJR神戸線（東海道本線）の駅を経て阪神本線の駅を結ぶ「幹線」では15番の一部便を担当している。それ以外の幹線路線では塚口営業所もしくは尼崎交通事業振興が全便を担当している。
| 路線番号 | 経路                                                                                              |
| -------- | ------------------------------------------------------------------------------------------------- |
| 15番     | 阪急武庫之荘 (南)－JR立花 (上)－市役所－東難波町2丁目－東難波町3丁目－地方合同庁舎ー阪神尼崎 (北) |

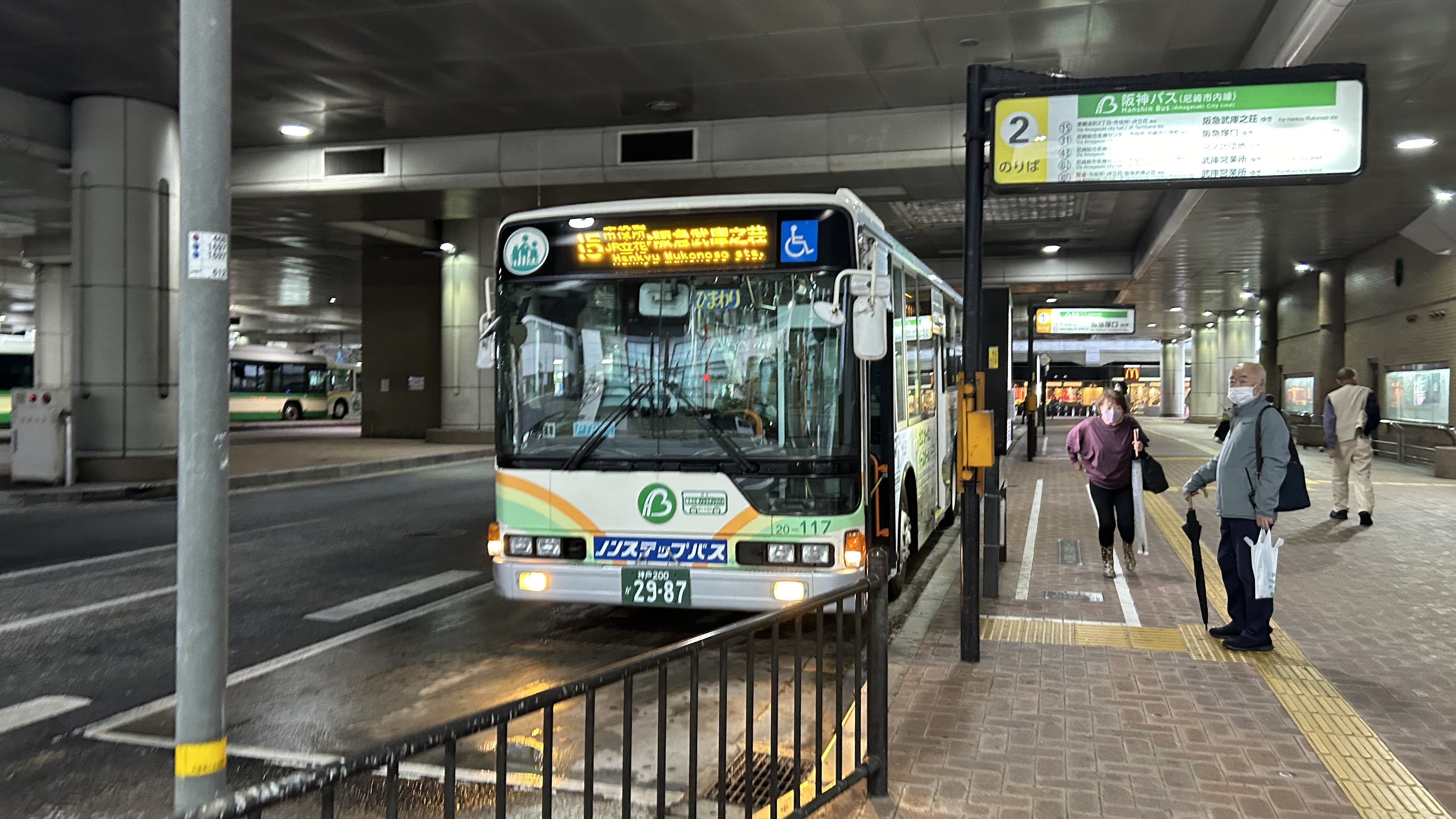
15番

### 地域線
尼崎市内線のうち尼崎市内各駅と周辺地域を結ぶ「地域線」48-2番を除いた40番台（阪急武庫之荘を起終点もしくは経由地とする各系統）とAD1番を全便担当し、48-2番、52番と55番の一部便を担当している。それ以外の路線では幹線と同様、塚口営業所もしくは尼崎交通事業振興が全便を担当している。一部の路線では、運行区間の一部延長や、経由地・経路の一部を変更して運行する便があり、路線番号に「-（数字）」をつける形で分類・運行されている。

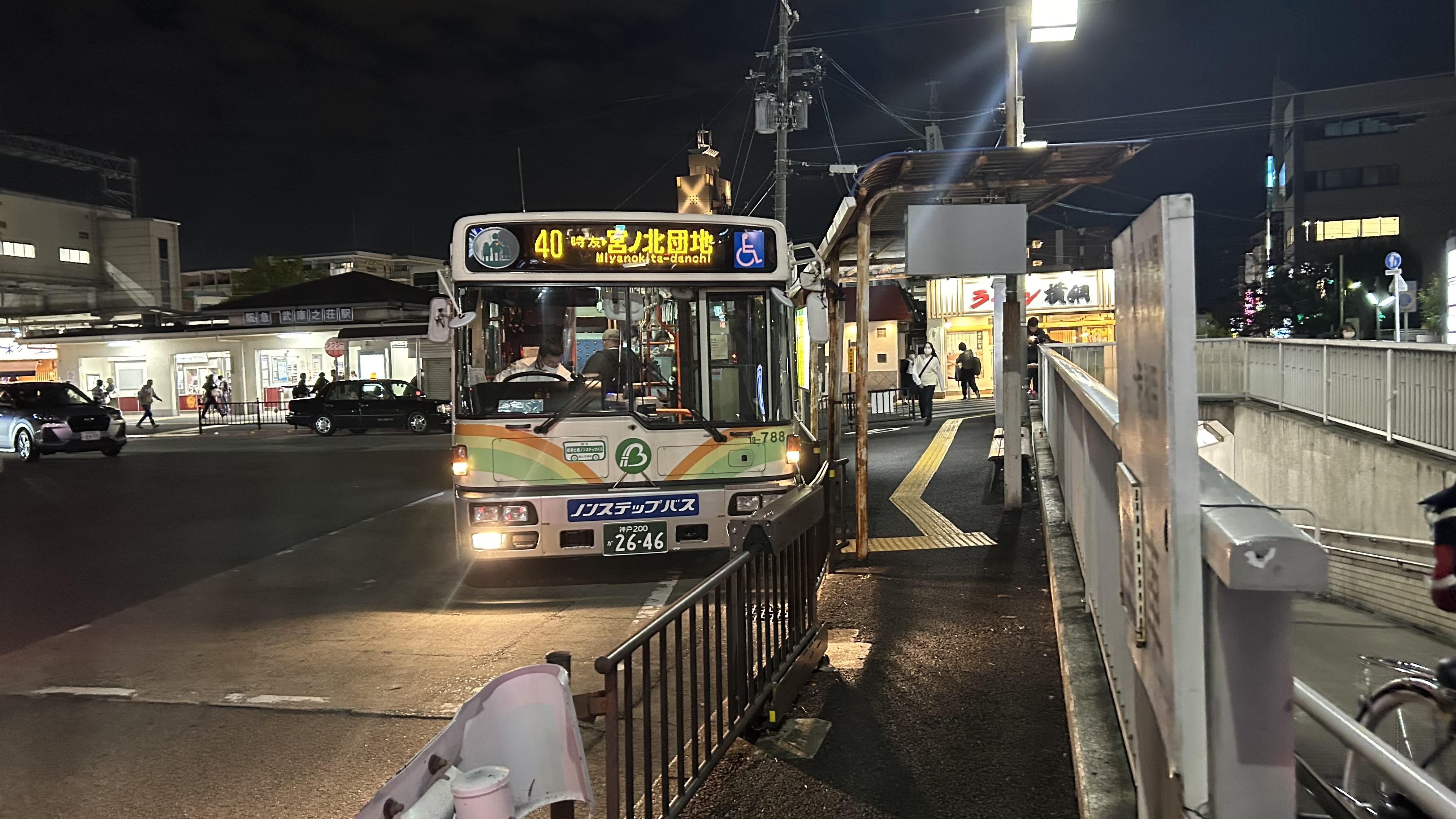
40番
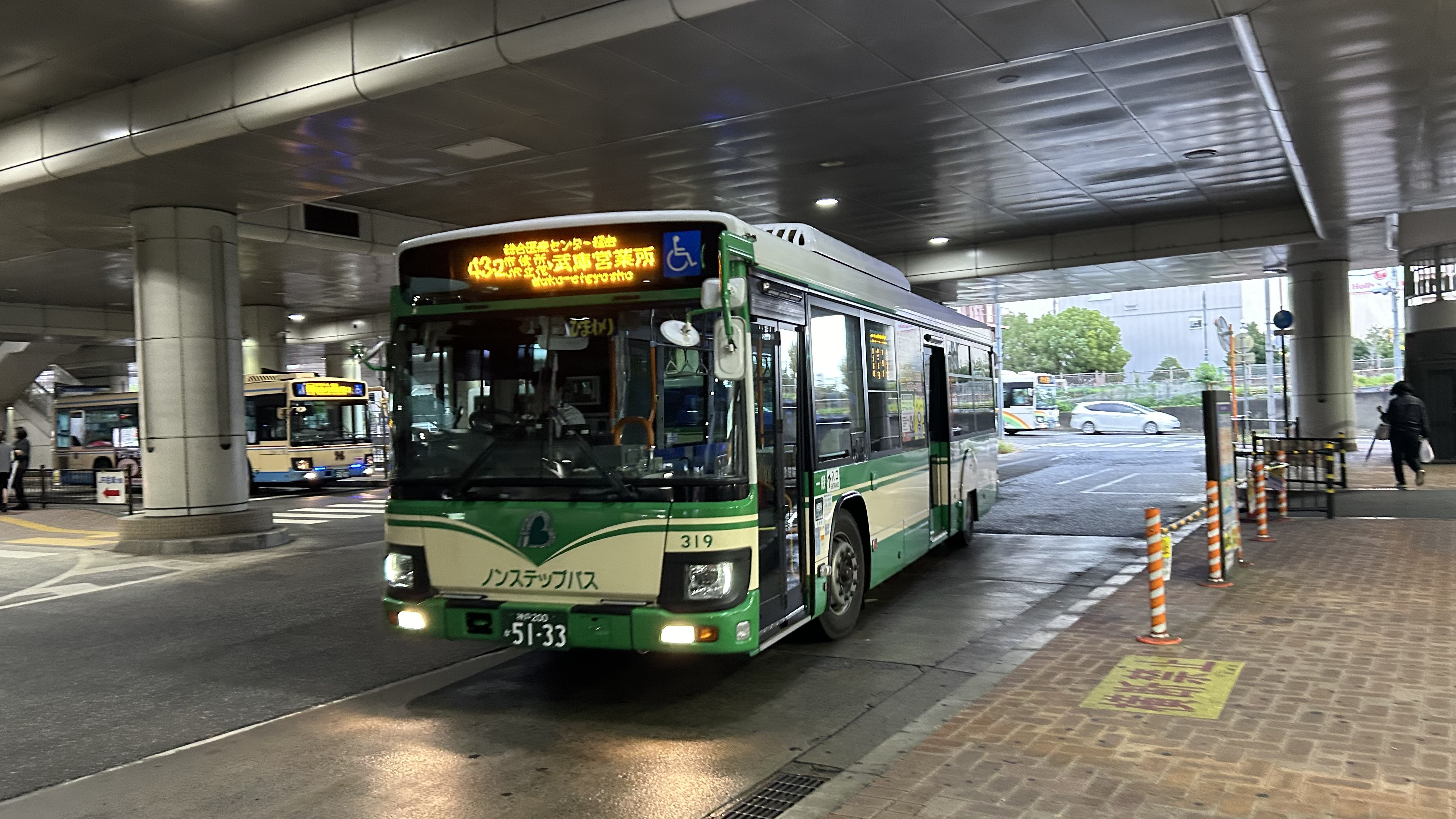
43-2番
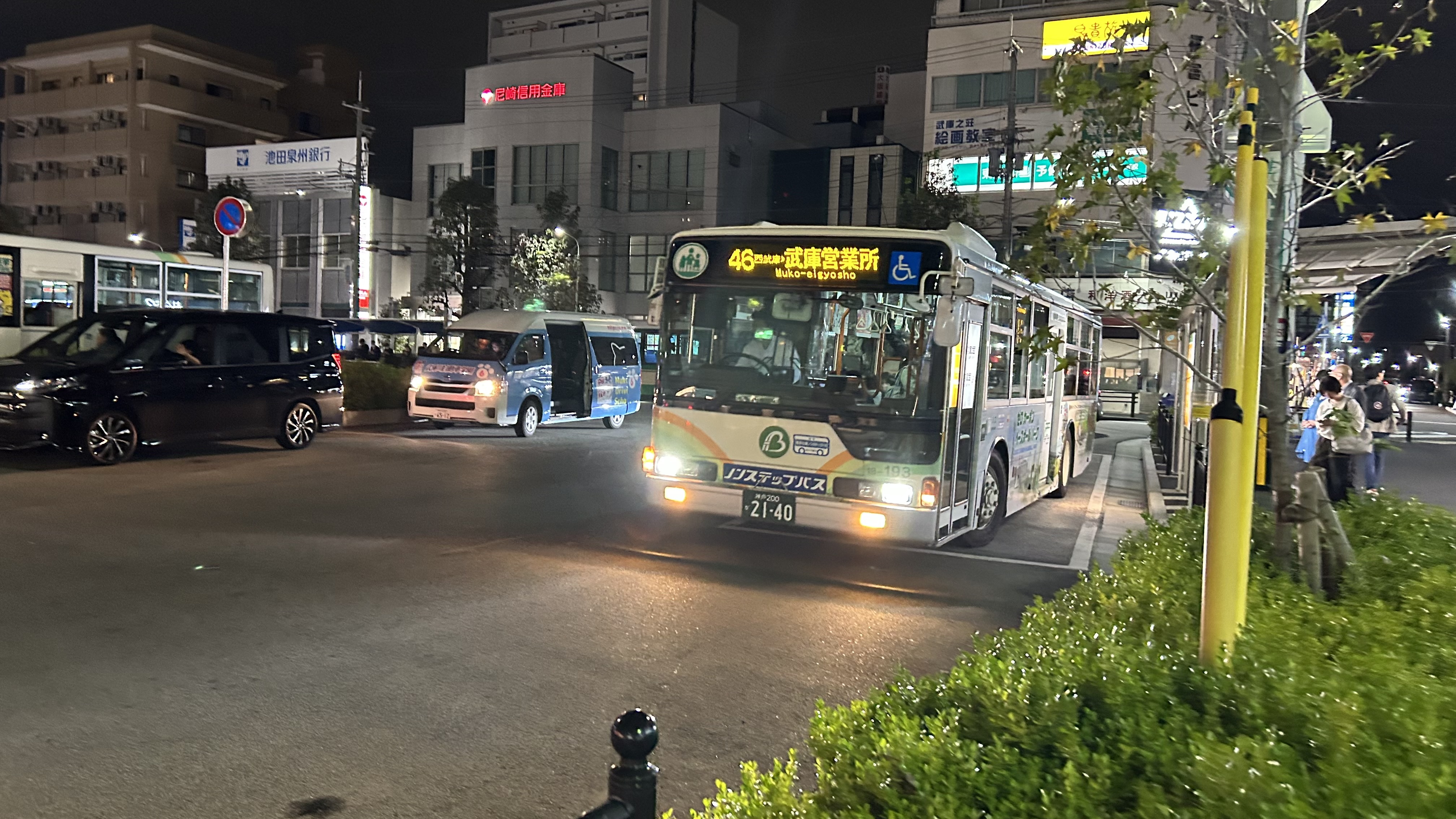
46番

| 路線番号 | 経路 |
| -------- | --- |
| 40番     | 宮ノ北団地－西昆陽－常陽中学校－時友－武庫東生涯学習プラザ前－武庫之荘1丁目－阪急武庫之荘 (北) ※常松→阪急武庫之荘 (北) 間区間便あり                                                                                               |
| 41番     | 宮ノ北団地－西昆陽－常陽中学校－武庫小学校前－武庫之郷－武庫之荘1丁目－阪急武庫之荘 (北) |
| 41-2番   | 宮ノ北団地－西昆陽－常陽中学校－武庫西生涯学習プラザ前－武庫之郷－武庫之荘1丁目－阪急武庫之荘 (北) ※平日のみ運行 |
| 43番     | 阪神尼崎 (北)－東難波町3丁目－尼崎総合医療センター－上下水道庁舎前－市役所－JR立花 (下)－労災病院－阪急武庫之荘 (南)－近畿中央病院武庫東生涯学習プラザ前－常松－西昆陽－宮ノ北団地 ※阪神尼崎 (北) - 阪急武庫之荘(南) 間区間便あり |
| 43-2番   | 阪神尼崎 (北)－東難波町3丁目－尼崎総合医療センター－上下水道庁舎前－市役所－JR立花 (下)－労災病院－阪急武庫之荘 (南)－近畿中央病院－武庫東生涯学習プラザ前－常松－武庫小学校前－西武庫公園－武庫営業所                            |
| 45番     | 阪急武庫之荘 (北)－武庫之荘1丁目－武庫之郷－西武庫公園－武庫営業所 |
| 46番     | 阪急武庫之荘 (北)－武庫之荘3丁目－西武庫－西武庫公園－武庫営業所 |
| 47番     | 武庫川－大庄西－尼崎西消防署前－JR立花 (上)－裁判所－阪急武庫之荘 (南)－守部公園－西武庫－西武庫公園－武庫営業所 ※武庫川－阪急武庫之荘 (南) 間区間便あり                                                                          |
| 47-2番   | 武庫川－大庄西－稲葉荘1丁目－労災病院－JR立花 (上)－裁判所－阪急武庫之荘 (南)－守部公園－西武庫－西武庫公園－武庫営業所 |
| 48番     | JR尼崎 (南)－金楽寺－スポーツセンター－尾浜西口－栗山町2丁目－尼崎北小学校－富松城跡－阪急武庫之荘 (北) ※平日のみ運行 |
| 48-2番   | JR尼崎 (北)－尼崎東警察署前－尾浜西口－栗山町2丁目－尼崎北小学校－富松城跡－阪急武庫之荘 (北) |
| 49番     | 阪急武庫之荘 (南)－労災病院－JR立花 (下)－市役所－昭和通8丁目－阪神出屋敷 ※平日午前2往復のみ運行 |
| 52番     | JR尼崎 (南)→社協会館→阪神大物→コスモ工業団地前 |
| 55番     | JR尼崎 (南)－波洲橋ー東難波町3丁目－尼崎総合医療センター－上下水道庁舎前－市役所－JR立花（下）－労災病院－阪急武庫之荘 (南) |
| AD1番    | 武庫営業所－西武庫公園－西武庫－守部公園－阪急武庫之荘 (南)－裁判所－JR立花 (上)－市役所－東難波－阪神尼崎 (北)－県立尼崎高校前－東大物町1丁目－阪神大物－コスモ工業団地前－尼崎ドライブスクール前                                |

- 40番
- 43-2番
- 46番

## 車両
三菱ふそう、いすゞ、日野、日産ディーゼルの各車種が所属している。なお、全車ノンステップバスである。

## 業務
通勤・通学・寿の各種定期券、回数カード等乗車券類の販売及び払い戻し、路線、運行ダイヤの案内、忘れ物の問合せや、距離証明書の発行等を行っている。
- 営業時間：9:00 - 17:15

## その他の営業所等
- 塚口営業所 - 当営業所担当以外の尼崎市内線を担当。
  - 場所 : 兵庫県尼崎市東塚口町2丁目4-37
- 阪神バスサービスセンター（阪神尼崎） - 案内所・発券窓口
  - 場所 : 兵庫県尼崎市神田中通1丁目1

この他、東園田に休憩所が設けられている。